# Бад Нойенар-Арвайлер
Бад Нойенар-Арвайлер (на немски: Bad Neuenahr-Ahrweiler) е районен град в район Арвайлер в северен Рейнланд-Пфалц, Германия с 26 919 жители (към 31 декември 2012).
Курортният град се създава през 1969 г. от съединението на двата съседни града Арвайлер и Бад Нойенар. Намира се на река Ар.